# Paul Drury
Paul Drury (Londres, 14 octobre 1903 - 19 mai 1987) est un artiste graveur né Albert Paul Dalou Drury, fils du sculpteur Alfred Drury.

## Biographie
Paul Drury est né à Brockley au sud de Londres en 1903. Il fait ses études à la Grammar School de Bristol et au Westminster School. Il excelle dans l'étude de la musique et de l'art. Le statut de son père lui permet de rencontrer de nombreux artistes. En 1921, il entre dans l'école d'art Goldsmiths de l'université de Londres et débute la gravure. 
À 10 ans, Drury perd la vision d'un œil en jouant avec son frère avec un pistolet à air comprimé.
Il épouse la peintre Enid Solomon en 1937. Deux ans plus tard, c'est le début de la guerre mais Drury ne peut pas servir en raison de son infirmité. Au lieu de devenir artiste de guerre, il travaille à l'hôpital Queen Mary (en), à Roehampton, dans l'atelier de plâtre.
Paul Drury est mort le 19 mai 1987. Le Daily Telegraph le décrit comme « l'un des plus distingués aquafortistes parmi les dessinateurs de cette génération si remarquablement douée d'entre les deux guerres mondiales. [Ses paysages] contiennent une qualité poétique profonde qui exerce une forte influence sur la génération d'artistes néo-romantique qui suit ».

## Carrière artistique
Drury est influencé par le travail de Samuel Palmer, paysagiste du XIXe siècle ; cela se voit dès ses premières eaux-fortes en 1922. Après ses études, Drury enseigne dans des écoles d'art britannique réputées, d'abord simultanément à l'école Centrale de l'Art (en) et l'École des Beaux-Arts Heatherley (en), puis plus tard à l'école d'art Goldsmiths où il a obtenu son diplôme.
En 1944, il est chargé, parmi d'autres grands artistes de premier plan, de produire une série de gravures pour Cowan's, imprimeur d'artistes graveurs.
Après la Seconde Guerre mondiale, Drury revient à l'école Goldsmiths jusqu'au milieu du XXe siècle et en devient finalement le directeur en 1966 pour trois ans.
Drury produit 92 eaux-fortes, dont près de la moitié sont des portraits et un quart des paysages. Bien que la majorité de son travail comporte des portraits, il est plutôt connu pour ses paysages comme September et Nicolls Farm.
Il expose régulièrement à la Royal Academy à Londres, mais également par l'intermédiaire du British Council au Musée des beaux-arts de Boston, au Musée des beaux-arts du Canada, à la National Gallery de Nouvelle-Zélande et dans le pavillon britannique de l'exposition universelle de 1939 à New-York.
Ses œuvres se trouvent, entre autres, au National Portrait Gallery à Londres, au musée des beaux-arts du Canada et au musée des beaux-arts de Boston.
Paul Drury a été président de la Royal Society of Painter-Printmakers pendant cinq ans, entre 1970 et 1975.
Une exposition rétrospective a eu lieu à Goldsmiths College Gallery en 1984.

## Quelques œuvres
- Self-portrait by lamplight / Paul Drury, pointe sèche, 1924, Library of Congress[11]
- Nicolls Farm, 1928,The Cowan Artists of 1944[1]
- First Italian head, 1928, ibd.
- March morming, 1933, ibd.
- On Box Hill -Working proof, 1933, ibd.
- French cemetery, 1938, ibd[12].
- Carel Weifht (artist), 1938, ibd.
- Alfred Drury, 1943, ibd[13].
- Girl engraving, 1947, ibd[14].
- Tired student, 1949, ibd.
- Mickleham Yews III, 1950, ibd.
- The obstinate Hen, 1958, ibd.
- Drury, Paul O. Portrait, 1933, photographié par Harris & Ewing, Library of Congress[15]